# Арроухед (тауншип, Миннесота)
Арроухед (англ. Arrowhead) — тауншип в округе Сент-Луис, Миннесота, США. На 2000 год его население составило 232 человека.

## География
По данным Бюро переписи населения США площадь тауншипа составляет 185,6 км², из которых 183,4 км² занимает суша, а 2,1 км² — вода (1,14 %).

## Демография
По данным переписи населения 2000 года здесь находились 232 человека, 66 домохозяйств и 46 семей.  Плотность населения —  1,3 чел./км².  На территории тауншипа расположено 98 построек со средней плотностью 0,5 построек на один квадратный километр. Расовый состав населения: 94,83 % белых, 0,43 % афроамериканцев, 2,16 % коренных американцев, 0,43 % — других рас США и 2,16 % приходится на две или более других рас. Испанцы или латиноамериканцы любой расы составляли 1,29 % от популяции тауншипа.
Из 66 домохозяйств в 36,4 % воспитывались дети до 18 лет, в 59,1 % проживали супружеские пары, в 4,5 % проживали незамужние женщины и в 28,8 % домохозяйств проживали несемейные люди. 22,7 % домохозяйств состояли из одного человека, при том 13,6 % из — одиноких пожилых людей старше 65 лет. Средний размер домохозяйства — 2,97, а семьи — 3,23 человека.
26, % населения — младше 18 лет, 4,3 % — в возрасте от 18 до 24 лет, 27,6 % — от 25 до 44, 22,8 % — от 45 до 64, и 19,0 % — старше 65 лет. Средний возраст — 40 лет. На каждые 100 женщин приходилось 134,3 мужчин.  На каждые 100 женщин старше 18 приходилось 147,8 мужчин.
Средний годовой доход домохозяйства составлял 31 071 доллар, а средний годовой доход семьи —  31 607 долларов. Средний доход мужчин —  23 750  долларов, в то время как у женщин — 32 813. Доход на душу населения составил 12 055 долларов. За чертой бедности находились 23,6 % семей и 27,9 % всего населения тауншипа, из которых 18,3 % младше 18 и 46,4 % старше 65 лет.